# Orientation (Lost)
"Orientation" (da. titel Orientering) er det 27. afsnit af tv-serien Lost. Episoden blev instrueret af Jack Bender og skrevet af Javier Grillo-Marxuach & Craig Wright. Det blev første gang udsendt 5. oktober 2005, og karakteren John Locke vises i afsnittets flashbacks.

## Handling
Kate ødelægger computeren i en kamp med Desmond. Desmond fortæller Jack og Locke hvordan han kom til øen og viser en film om Dharma-initiativet. Michael, Sawyer og Jin er fanger sammen med en kvinde, som de genkender fra lufthavnen. Desmond flygter fra lugen, og efterlader Jack og Lock hos risikoen. Sayid når lige at reperere computeren, taste tallene og "redde verdenen".

## Bipersoner
- Anthony Cooper – Kevin Tighe
- Cindy Chandler – Kimberley Joseph
- Francine – Roxanne Sarhangi
- Gerald DeGroot – Michael Gilday
- Helen Norwood – Katey Sagal
- Dr. Marvin Candle – François Chau